# Jurkiwka (rejon humański)
Jurkiwka (ukr. Юрківка) – wieś na Ukrainie, w obwodzie czerkaskim, w rejonie humańskim. W 2001 liczyła 966 mieszkańców, wśród których 958 jako ojczysty język wskazało ukraiński, 6 rosyjski, a 2 mołdawski.